# Xylosciara betulae
Xylosciara betulae är en tvåvingeart som beskrevs av Risto Kalevi Tuomikoski 1960. Xylosciara betulae ingår i släktet Xylosciara och familjen sorgmyggor. Arten är reproducerande i Sverige. Inga underarter finns listade i Catalogue of Life.